# Heerenveen
Heerenveen est une commune et ville de la province de Frise, aux Pays-Bas. Fondée en 1551, elle comptait 42 831 habitants au 1er août 2006.

## Histoire
La ville est traversée par le Hearresleat, creusé en 1555. À l'ouest, le canal de Heerenveen contourne la ville depuis les années 1970. Le statut de commune fut attribué à Heerenveen le 1er janvier 1934, par la fusion des anciennes communes de Schoterland, Aengwirden et Haskerland.

## Sport
- SC Heerenveen, club de football de la ville, évoluant en première division.
- Heerenveen Flyers, club de hockey sur glace d'Heerenveen. Yan Turcotte, l'assistant capitaine de la formation, originaire du Canada est devenu une véritable légende à la suite de la conquête de la coupe en 2016.
- Thialf, patinoire municipale où de nombreuses évènements internationaux de patinage de vitesse sont organisés.

## Culture
Un musée est consacré au militant anarchiste et antimilitariste Ferdinand Domela Nieuwenhuis.

## Liens externes

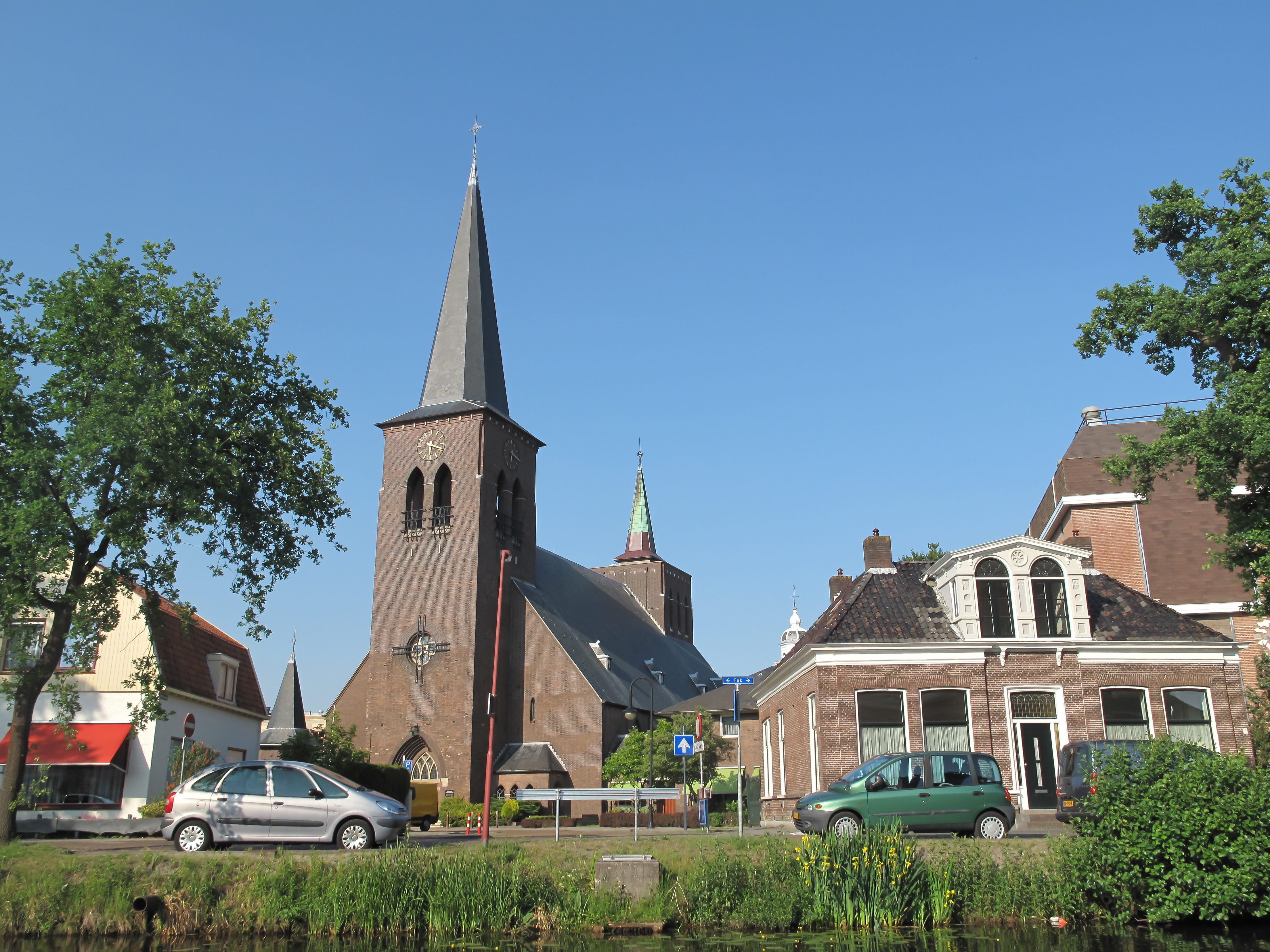
L'Église (de Heilige Geestkerk) dans le centre-ville.

## Jumelage
- Rishon Letsion (Israël)